# Queró de Pel·lene
Queró de Pel·lene (en grec antic Χαίρων) va ser un lluitador i tirà grec de Pel·lene, antiga Acaia.
Va guanyar els Jocs Ístmics, possiblement dos cops, i quatre cops els Jocs Olímpics, entre el 356 aC i el 344 aC. Alexandre el Gran el va fer tirà de Pel·lene. Es diu que la gent de Pel·lene es va negar a esmentar Queró pel seu nom.
Es creia que va exiliar els aristòcrates de Pel·lene i va donar les seves dones i propietats als seus esclaus, potser a causa del seu estudi de Plató i Xenòcrates de Calcedònia.
Ateneu de Nàucratis diu 
| « | I ara són alguns dels acadèmics que viuen d'una manera escandalosa i infame. Perquè ells, que han adquirit per mitjans artificiosos i innaturals una gran riquesa per burles, són en l'actualitat molt pensats; com Queró de Pel·lene, que no només va ser deixeble de Plató, sinó també de Xenòcrates. I ell també, havent usurpat el poder suprem al seu país i exercit-lo amb molta severitat, no només va desterrar els homes més virtuosos de la ciutat, sinó que també va donar la propietat dels amos als seus esclaus i va donar també a les seves dones ells, obligant-los a rebre'ls com a marits; tenint totes aquestes admirables idees d'aquella excel·lent República i d'aquelles lleis il·legals de Plató. | » |